# Monjolos
Monjolos es un municipio brasileño del estado de Minas Gerais. Tiene una población estimada en 2.360 habitantes (censo 2010).
El municipio está situado en la Cuenca del Río de las Velhas en un valle de la Sierra del Cabral, teniendo como vertente dos grandes ríos, el Río Pardo Grande y el Río Pardo Pequeño.
El municipio está constituido casi en su totalidad por tierras con un alto tenor de piedra caliza, ideal para pastizales para la ganadería de corte y lechera, la fruticultura como el cultivo de piñas y mango; también es un gran productor de pimienta.